# سورن خودویان
سورن کاراپتی خودویان (ارمنی: Սուրեն Կարապետի Խուդոյան؛  زادهٔ ۲۸ مهٔ ۱۹۱۲ - درگذشته ۱۰ ژوئیهٔ ۱۹۹۲) کارشناس علوم پرورشی اهل ارمنستان بود.

## زندگی‌نامه
وی در ۲۸ مهٔ ۱۹۱۲ در روستای دوین به دنیا آمد . همچنین برندهٔ جوایزی همچون نشان جنگ میهنی (درجه یک)، نشان پرچم سرخ کار، نشان ستاره سرخ، مدال دفاع از قفقاز و آموزگار شایسته ارمنستان شوروی () شده است. وی در ۱۰ ژوئیهٔ ۱۹۹۲ در سن ۸۰ سالگی در ایروان درگذشت.

## یادداشت
1. ↑  մանկավարժական գիտությունների թեկնածու